# Euthera illungnarra
Euthera illungnarra är en tvåvingeart som beskrevs av Cantrell 1983. Euthera illungnarra ingår i släktet Euthera och familjen parasitflugor. Inga underarter finns listade i Catalogue of Life.